# Nikolaus Kempf
Nikolaus Kempf (* etwa 1415 in Straßburg; † 20. November 1497 in Gaming) war Mystiker und Theologe.
Kempf wurde um 1414/1416 geboren und studierte von 1433 bis etwa 1440 in Wien. 1440 trat er dem Eremitenorden der Kartäuser (Kartause Gaming in Österreich) bei. Von 1451 bis 1458 war er Prior der Kartause Gaming. 1447 bis 1451 und wieder 1462 bis 1467 war er Prior des slowenischen Kartäuserklosters Pleteriach (slowenisch Kartuzija Pleterje); 1467 bis 1490 war er Prior des slowenischen Kartäuserklosters Geirach (slowenisch Kartuzija Jurklošter). Er kehrte 1490 als einfacher Mönch nach Gaming zurück, wo er 1497 starb. Bekannt wurde er für seine mystischen, monastischen und pädagogischen Schriften.

## Werke
- Explanatio in Cantica Cantorum
- De discretione
- De mystica theologia
- De ostensione
- De proponentibus
- De recto studiorum fine ac ordine
- Sermones super epistolas
- Sermones super evangelia